# Oluf Nicolai Olsen
Oluf Nicolai Olsen, född 4 mars 1794 i Køge, död 19 december 1848 i Köpenhamn, var en dansk officer och kartograf.
Olsen blev officer 1812 och hade 1830 avancerat till sekondkapten och kommendör för minör- och sappörkompaniet; samma år blev han lärare i topografi och teckning vid kungliga Militärhögskolan, efter att han 1815 hade avlagt lantmätarexamen; 1817-19 genomgick han Kunstakademiet, och från 1825 ledde han Videnskabernes Selskabs topografiska arbeten. År 1836 anställdes han som divisionskvartermästare i Generalstaben, befordrades 1839 till major och 1842 till chef för den nya topografiska avdelningen, under vilken förutom Generalstabens egna mätningar Videnskabernes Selskabs och Heinrich Christian Schumachers uppmätningar förlades. År 1848 blev Olsen överste i Generalstaben.
Olsen bedrev en omfattande verksamhet som topograf och kartograf. Hans kartor är inte bara konstnärligt och noggrant utförda; de är delvis banbrytande genom att i till exempel Esquisse de l'Europe, prisbelönt av det geografiska sällskapet i Paris, är de orografiska förhållandena framställda med ekvidistanta horisontalkurvor. Även Topografisk tegnekunst fick stor betydelse genom att det blev grundval för utförandet av Generalstabens samtliga kartor, medan hans skolatlas är synnerligen noggrann, överskådlig och smakfull. Slutligen inledde han med stor energi Danmarks topografiska uppmätning. Åren 1837-40 var han medutgivare av "Militært Repertorium".

## Verk i urval
- Plantegeografisk atlas (till Joakim Frederik Schouws '"Grundtræk til en almindelig plantegeographie", 1824)
- Esquisse orographique de l'Europe (tillsammans med Jacob Hornemann Bredsdorff, 1824, ny upplaga 1830)
- Ledetraad ved forelæsningerne i topografi og geodesi (1830-32)
- Topografisk tegnekunst (1831-36)
- Atlas til Joakim Frederik Schouw's naturskildringer (1832-35)
- Generalkort over Sønderjylland (1836)
- Atlas pour le tableau du climat de l'Italie (1839)
- Generalkort over kongeriget Danmark med hertugdømmet Slesvig (1841-42)
- Atlas især med hensyn til ungdommens undervisning (1842-44)
- Generalkort over hertugdømmet Lauenburg (1844)
- Kort over Island (1844-49, efter Björn Gunnlaugssons mätningar)
- Generalkort over Island (1849)

## Utmärkelser
- Riddare av Dannebrogorden,  1829[3]
- Dannebrogsmännens hederstecken,  1840[3]

[Redigera Wikidata]